# ナーガラージャ

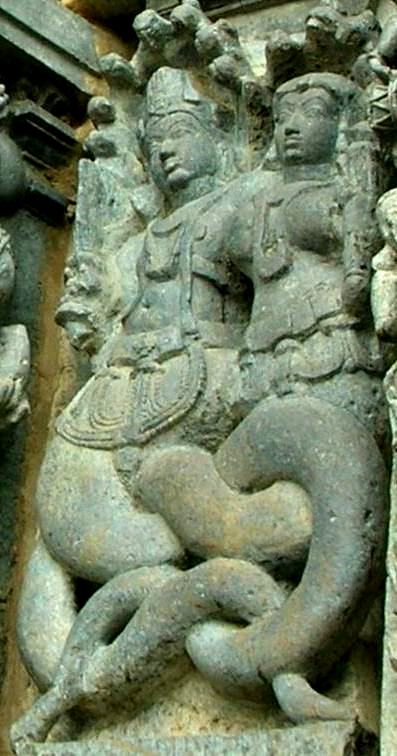
ナーガラージャ像

ナーガラージャ (Nāgarāja) は、インド神話における蛇神の諸王である。
仏教では八大竜王をはじめ様々な竜神として取り入れられた。「難陀（ナンダ/Nanda）」「跋難陀（ウパナンダ/Upananda）」「娑伽羅（サーガラ/Sāgara）」「和修吉（ヴァースキ/Vāsuki）」「徳叉迦（タクシャカ/Takṣaka）」「阿那婆達多（アナヴァタプタ/Anavatapta）」「摩那斯（マナスヴィン/Manasvin）」「優鉢羅（ウトゥパラカ/Utpalaka）」といった八大竜王はナーガラージャである。

## 有名なナーガラージャ達
- カドゥルー (Kadrū) は、1000の偉大なナーガ（蛇）の王たちを生んだナーガラージャの祖である。ダクシャの娘の1人で、カシュヤパ仙の妻である。
- ムチャリンダ (巴: Mucalinda) は仏陀の上で7日も仏陀の屋根の代わりとなったという。7日後帰依したという[3]。
- アパラーラ (Apalāla) は仏陀に従う金剛夜叉によって調伏されたという[3]。

これらナーガラージャの説話は中国へ仏教とともに伝わり、中国古来の竜伝承と習合して、四海竜王などの中国の竜王の観念にも影響を与えた（中国の竜王は神獣としての竜が人格化したもので、海神や水神であり、その中国撰述典籍での初出は『太平御覧』巻418所引の唐代の「梁四公記」とも）。
東南アジアでは上記のムチャリンダの伝説にもとづいた、多頭のナーガラージャが仏陀の上を覆う図像が見られる。タイでナーガラージャはパヤーナーク(พญานาค)と呼ばれ、多頭（通常7頭）のナーガラージャに護られた仏の姿はパーン・ナークプロック(ปางนาคปรก)の名で知られている。また陰暦11月に見られる火の玉はバンファイパヤーナークと呼ばれてパヤーナークの仕業とされる。

## ナーガラージャと八大竜王

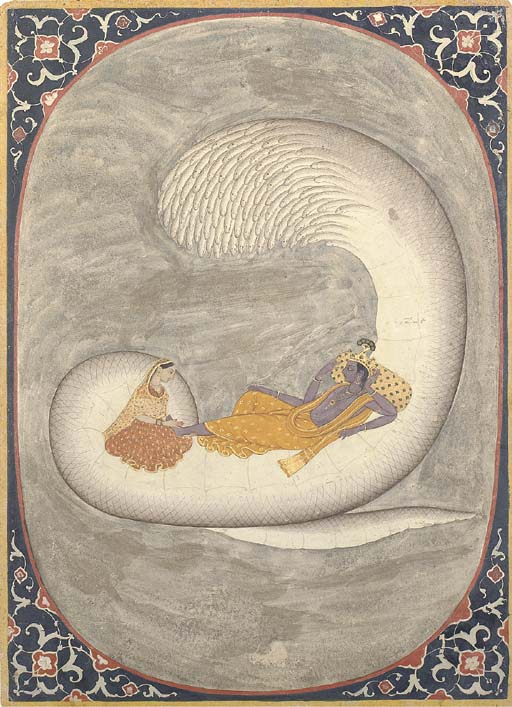
アナンタの上で寝るヴィシュヌとその足をマッサージするラクシュミー

タクシャカ（Takṣaka、徳叉迦、トクシャカ）は、インド神話に登場するナーガ族の王。カシュヤパ仙とカドゥルーの間に生まれた1000のナーガの1人。ナーガ族の中でも特に狡猾とされる。インドラ神の友人。英雄アルジュナの孫であるパリークシット王を咬み殺した。
「狡猾なタクシャカ」という説話で語られることが多い。（詳細はタクシャカを参照）
ヴァースキ（Vāsuki、和修吉、ワシュウキ）はシェーシャ (Śeṣa) とも同一視される。乳海攪拌のときは、マンダラ山を回転させる綱の役割を果たした。しかし、あまりの苦しさに猛毒ハーラーハラを吐き出してしまい、危うく世界を滅ぼしかけた。シヴァ神はその毒を飲み込んで世界を救ったが、猛毒がシヴァ神ののどを焼いたため首から上が青黒くなった。シヴァ神の別名ニーラカンタはこれに由来するという。

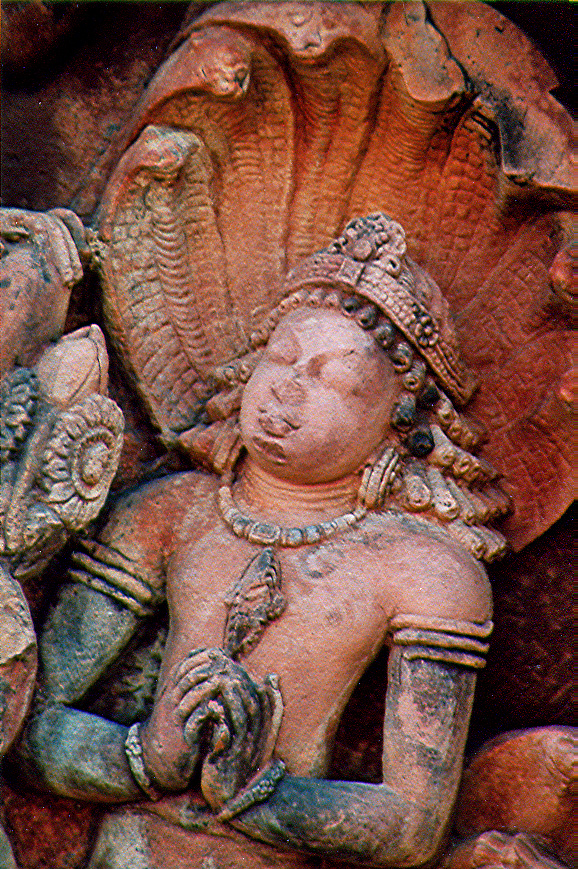
ナーガラージャ像

アナンタ（Ananta）とは、インド神話に登場するナーガラージャの一人。その名は「無際限」 または「永遠」を意味する。千の頭を持つといわれる。蛇族の棲むパーターラという地底界の最深部で世界を支えている原初の蛇アーディシェーシャの別名であり、シェーシャが自らの尾をくわえて輪の形になっている状態の時にアナンタの名で呼ばれると言われている。シェーシャとはインド神話に登場するナーガラージャで、カシュヤパ仙とカドゥルーの間に生まれた1000のナーガの1人。やはり千の頭を持つ巨大な蛇とされ、千の頭の一つ一つに卍の印がついている他、イヤリング、王冠、花冠も身につけている。マナサーという妹をもつ。ヒンドゥー教の宇宙観では、世界には7層の地下世界があるとされるが、シェーシャがいるのはさらにその下で、その千の頭で大地を支えているといわれている。アナンタはこの世が始まる以前、宇宙が混沌の海だった時に、ヴィシュヌがアナンタを船の替わりにして、その上に寝ていたという。そのヴィシュヌのへそから蓮の花が伸びてそこに創造神ブラフマーが生まれ、ブラフマーの額から破壊神シヴァが生まれたとされている。また、この世が終わる時、全ての生物が滅び去った時も、再び世界が創造されるまでの間、ヴィシュヌはアナンタの上で眠り続けるとされる。ヴィシュヌの使いとされるが、シヴァ派では束の間シヴァに帰依すべく苦行を積んだとされる逸話も伝わる。